# Arash Sadeghi

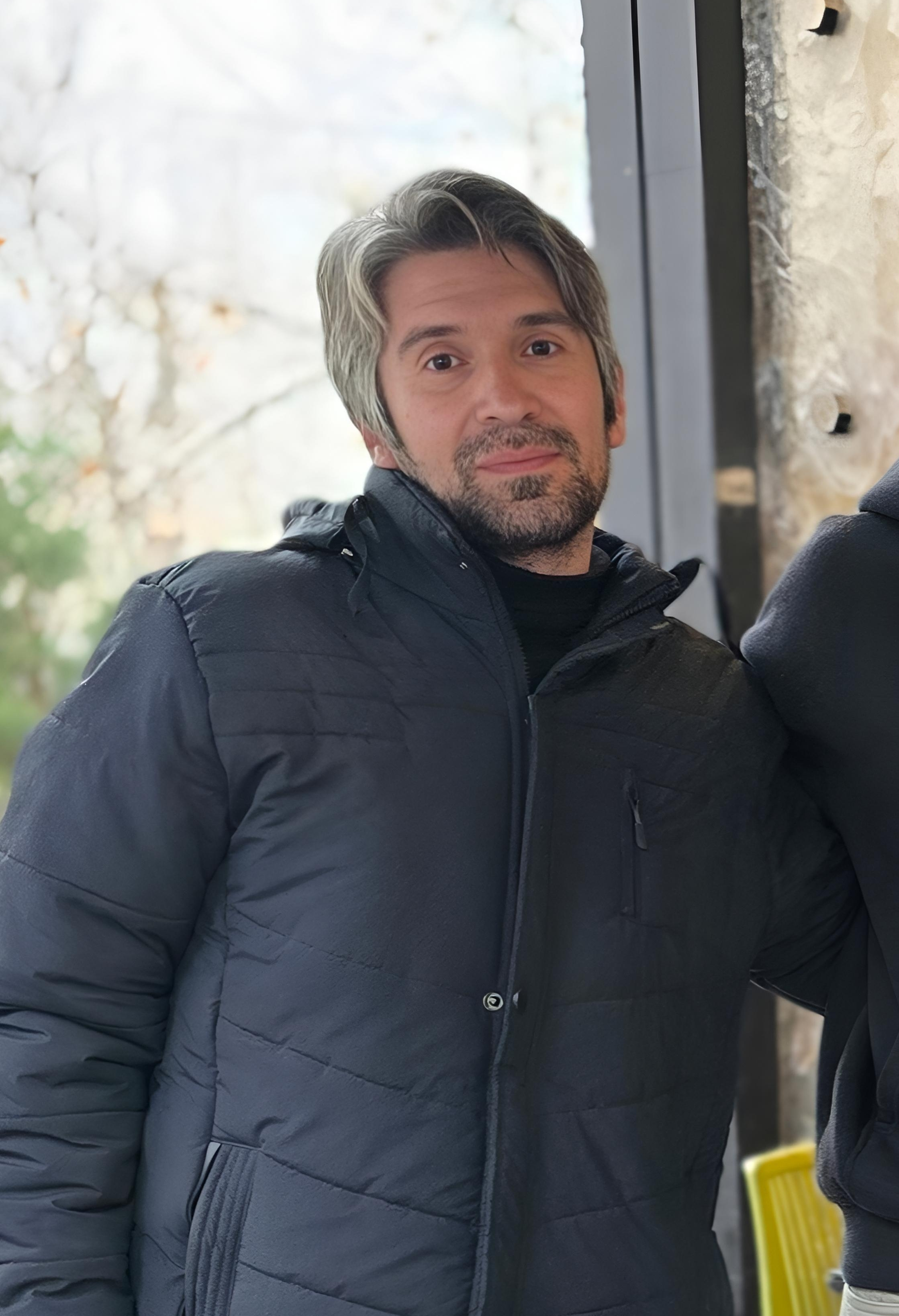

Arash Sadeghi (29 settembre 1986) è un attivista iraniano per i diritti umani. È stato espulso dall'università Allameh Tabataba'i di Teheran, dove studiava, a causa del suo coinvolgimento nel movimento studentesco iraniano.

## Biografia
Fu arrestato per la prima volta il 9 luglio 2009 in occasione delle proteste contro i risultati delle elezioni presidenziali in Iran del 2009. Venne imprigionato dalla Polizia Segreta Iraniana e poi trasferito al Dipartimento 209 del Carcere di Evin. Venne torturato e poi liberato su cauzione.
Nel dicembre dello stesso anno fu arrestato di nuovo a casa sua e fu portato un'altra volta al dipartimento 209 e fu liberato il 14 marzo del 2010 su cauzione. Gli ufficiali entrarono in casa sua con una violenza tale da causare l'infarto cardiaco a sua madre che poi morì dopo quattro giorni.
Il 5 maggio 2014 fu arrestato dalla polizia segreta iraniana e dopo sei mesi fu rilasciato in attesa di processo, con il pagamento di una cauzione da 6 miliardi di Riyal. Accusato di aver organizzato le proteste, aver agito contro la sicurezza nazionale, insultato il capo del paese e aver organizzato gruppi illegali, venne condannato a 19 anni di carcere.

### Sciopero della fame e trending su Twitter
Arash Sadeghi cominciò lo sciopero di fame dal 22 ottobre 2016 contro la detenzione di sua moglie, accusata di aver scritto un racconto sul tema della lapidazione delle donne. Tra il 29 e 30 dicembre, dopo 68 giorni di sciopero della fame, gli utenti di Twitter promossero l'hashtag #SaveArash al primo trend del mondo con più di 370 000 tweet.

### Malattia
Nel 2018, durante la detenzione, gli è stato diagnosticato un cancro alle ossa dopo mesi di dolori alle spalle e al gomito. È stato operato per un tumore alla mano. Le autorità iraniane gli hanno a lungo negato le cure ospedaliere prescritte dai medici.

### Solidarietà internazionale e liberazione
Il Parlamento europeo il 14 marzo 2019 ha approvato una risoluzione in cui rileva che Arash Sadeghi è stato condannato per le sue campagne a favore dei diritti delle donne, dei diritti umani e dell'abolizione della pena di morte, ed esorta le autorità iraniane a garantire ai detenuti l'accesso alle cure mediche e chiede il rilascio dei difensori dei diritti umani.
È stato rilasciato il 1º maggio 2021, per effetto di una legge iraniana ratificata nel maggio 2020, che riduce le pene ai prigionieri politici. 
La liberazione è stata accolta positivamente dall'Alto commissariato delle Nazioni Unite per i diritti umani, che ha definito arbitraria la sua detenzione ed ha riconosciuto che Sadeghi anche durante la prigionia si è adoperato per scrivere lettere a supporto degli altri attivisti detenuti ed ha scritto petizioni per il miglioramento delle condizioni carcerarie.